# Carl Thomsen
Pour les articles homonymes, voir Thomsen.
Carl Christian Frederik Jacob Thomsen, né le 6 avril 1847 et mort le 4 octobre 1912, est un artiste peintre danois et un illustrateur. Il se spécialise dans la peinture de genre et également dans l'illustration d'œuvres de plusieurs auteurs danois.

## Biographie

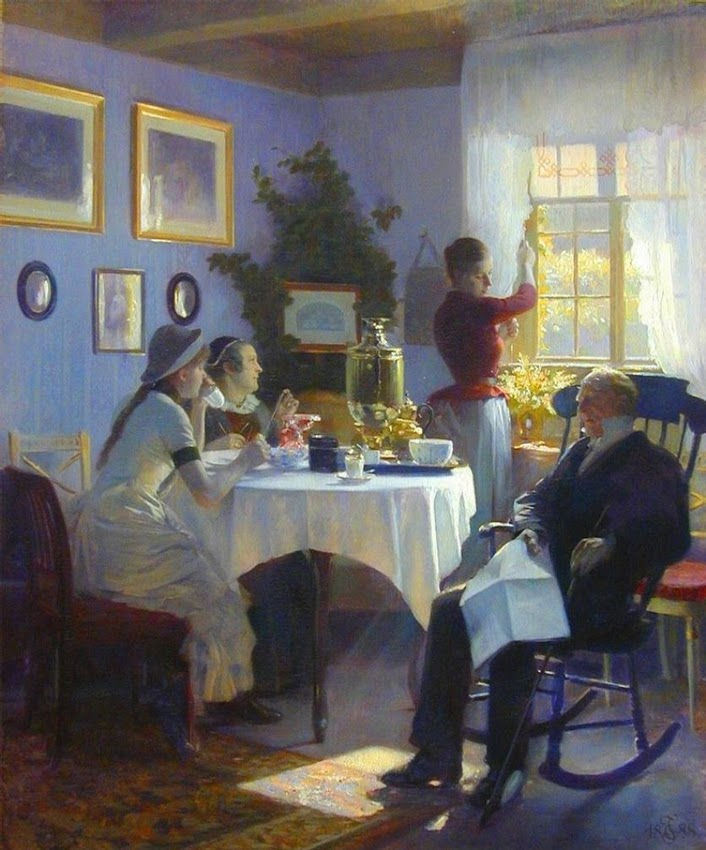
Carl Thomsen: Fr Søndag Eftermiddag (Un Dimanche Après-Midi, 1888)

Né à Copenhague, Thomsen est le fils du Chamber Councillor  (kammerråd) Ludvig Frederik Thomsen et le frère de la célèbre linguiste Vilhelm Thomsen (1842-1927). à un âge précoce, Thomsen s'intéresse au dessin, mais ses parents l'ont encouragé à étudier la philosophie. Après avoir obtenu un diplôme en 1866, il a commencé à étudier l'art avec Frederik Vermehren la même année. Il a ensuite fréquenté l'Académie royale des beaux-arts du Danemark sous Wilhelm Marstrand, obtenant un diplôme en 1871. Il a terminé ses études en Italie à la fin des années 1870 ensemble avec Kristian Zahrtmann et August Jerndorff.
Thomsen expose à Charlottenborg à partir de 1869. Ses œuvres comprennent des peintures de genre Ved eksamensbordet (1874) et Moder og datter (la Mère et la Fille, 1875). En 1888, son Middag i en præstegård efter en bispevisitats lui a valu plusieurs prix, dont le Neuhausen Prize et des médailles d'or à Munich et Antwep. Contrairement à certains de ses contemporains, Thomsen n'a pas suivi toutes les tendances modernes de Paris, mais a maintenu son approche Historiciste, souvent de la peinture de sujets littéraires.

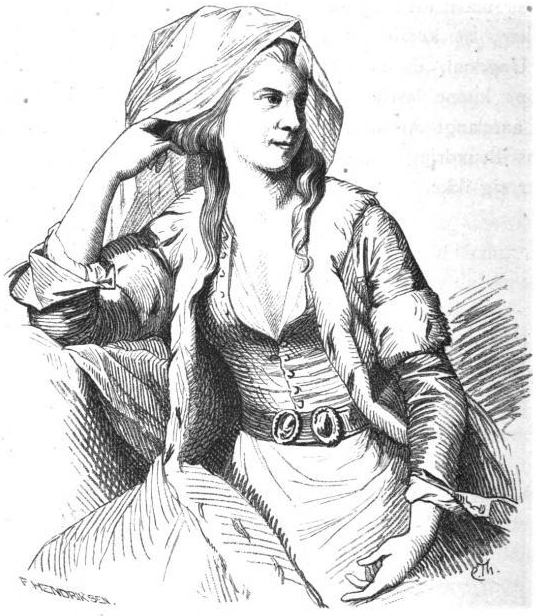
Thomsen du tirage au danois de l'actrice Marie Cathrine Preisler dans Dansk Skuespilkunst (1880)

Comme illustrateur, il a contribué gravures sur bois à la fois des livres et des journaux, y compris les œuvres par Adam Oehlenschläger, Johan Ludvig Heiberg, Steen Steensen Blicher et B. S. Ingemann. En 1901, il devient professeur de l'Académie Royale danoise
.

## Prix
En 1887, Thomsen a reçu la Médaille d'Eckersberg et, en 1888, la Médaille Thorvaldsen. En 1892, il a été décoré Chevalier de l'Ordre du Dannebrog.

## Distinctions
- Chevalier de l'ordre de Dannebrog